# Il cospiratore. La congiura di Catilina
Il cospiratore. La congiura di Catilina è un romanzo scritto da Andrea Frediani nel 2018.

## Trama
Siamo nell'Antica Roma, il cui popolo è oppresso dai debiti, dalle ingiustizie e dalle discriminazioni. Ad ergersi in questo panorama vi è Lucio Sergio Catilina, disposto a ogni cosa pur di raggiungere quel potere che a un nobile decaduto come lui sarebbe precluso. Catilina, infatti, proviene dalla famiglia Sergi, e ha servito sotto Lucio Cornelio Silla e i suoi fedeli, tutti fedeli al partito degli optimates, la classe aristocratica della Repubblica, in molte battaglie e guerre, come la guerra servile, la prima guerra mitridatica, e la guerra civile contro Gaio Mario. Servendosi della corruzione e dell'intimidazione, Catilina scala le gerarchie dello Stato, giungendo persino a sfidare il Senato, diretto dagli optimates, anche a costo di tradire alcuni dei suoi amici, o persino abbassarsi ai gesti più depravati. Ma gli optimates gli oppongono l'abile Marco Tullio Cicerone, colui che, da ragazzo, fu il seguace più entusiasta di Catilina, e che ora ne diventerà la nemesi. La sfida tra i due cresce sempre più intensa, mese dopo mese, giorno dopo giorno, fino al tragico epilogo nella battaglia di Pistoia, nel gennaio del 62 a.C., che apre la strada per la fine della Repubblica. Questa sarà retta dal triumvirato formato da Gaio Giulio Cesare, Gneo Pompeo e Marco Licinio Crasso, ma la rivalità tra di loro scatenerà una guerra civile dove le loro ambizioni porteranno a tremende conseguenze.

## Personaggi
- Catilina: protagonista del romanzo. Opportunista e spietato, farà di tutto per avere dalla sua il popolo di Roma e rovesciare il potere che lo opprime.
- Cicerone

## Edizioni
- Andrea Frediani, Il cospiratore. La congiura di Catilina, Mantova, Newton Compton Editori, 2018,  p. 506, ISBN 978-88-2272-303-1.